# Буритирана

Буритирана на карте штата.

Буритирана (порт. Buritirana) — муниципалитет в Бразилии, входит в штат Мараньян. Составная часть мезорегиона Запад штата Мараньян. Входит в экономико-статистический микрорегион Императрис. Население составляет 14 784 человека на 2010 год. Занимает площадь 818,424 км². Плотность населения — 18,06 чел./км².
Праздник города — 10 ноября.

## История
Город основан 10 ноября 1996 года.

## Демография
Согласно сведениям, собранным в ходе переписи 2010 г. Национальным институтом географии и статистики (IBGE), население муниципалитета составляет:
| Полное население                               | Полное население                               | Полное население                               | Полное население                               | 14 784 |
| ---------------------------------------------- | ---------------------------------------------- | ---------------------------------------------- | ---------------------------------------------- | ------ |
| в том числе:                                   | Городское население                            | 4146                                           | Процент городского населения, %                | 28,04  |
|                                                | Сельское население                             | 10 638                                         | Процент сельского населения, %                 | 71,96  |
|                                                | Мужское население                              | 7536                                           | Процент мужского населения, %                  | 50,97  |
|                                                | Женское население                              | 7248                                           | Процент женского населения, %                  | 49,03  |
| Плотность населения, чел/км²                   | Плотность населения, чел/км²                   | Плотность населения, чел/км²                   | Плотность населения, чел/км²                   | 18,06  |
| Население муниципалитета в % к населению штата | Население муниципалитета в % к населению штата | Население муниципалитета в % к населению штата | Население муниципалитета в % к населению штата | 0,22   |

По данным оценки 2016 года, население муниципалитета составляет 15 100 жителей.

## Статистика
- Валовой внутренний продукт на 2003 год составляет 23 054 299,00 реалов (данные: Бразильский институт географии и статистики).
- Валовой внутренний продукт на душу населения на 2003 год составляет 1556,88 реалов (данные: Бразильский институт географии и статистики).
- Индекс развития человеческого потенциала на 2000 год составляет 0,547 (данные: Программа развития ООН).